# ليستير سميث
ليستير سميث (بالإنجليزية: Lester Smith)‏ هو سباح أمريكي، ولد في 14 أبريل 1902 في سان فرانسيسكو في الولايات المتحدة، وتوفي بنفس المكان في 4 سبتمبر 1957.

## وصلات خارجية
- ليستير سميث على موقع الاتحاد الدولي للسباحة (الإنجليزية)
- ليستير سميث على موقع أوليمبيديا (الإنجليزية)